# Каменка (Демидовский район)
Каменка — деревня в Демидовском районе Смоленской области России. Входит в состав Карцевского сельского поселения. Население — 11 жителей (2007 год). 
Расположена в северо-западной части области в 5 км к северу от Демидова, в 4 км восточнее автодороги Р133 Смоленск — Невель. В 53 км южнее деревни расположена железнодорожная станция Поселковая на линии Смоленск — Витебск. 

## История
В годы Великой Отечественной войны деревня была оккупирована гитлеровскими войсками в июле 1941 года, освобождена в сентябре 1943 года.